# Rhodotron
Das Rhodotron (von griech. rhodon für Rose, wegen der rosettenähnlichen Teilchenbahn) ist ein Elektronenbeschleuniger-Typ. Es eignet sich vor allem  für industrielle Anwendungen, bei denen hohe Dauerstrich-Strahlströme der Größenordnung 10 mA bei Elektronenenergien der Größenordnung 10 MeV gebraucht werden, entsprechend einer Leistung der Größenordnung 100 kW.

## Konzept

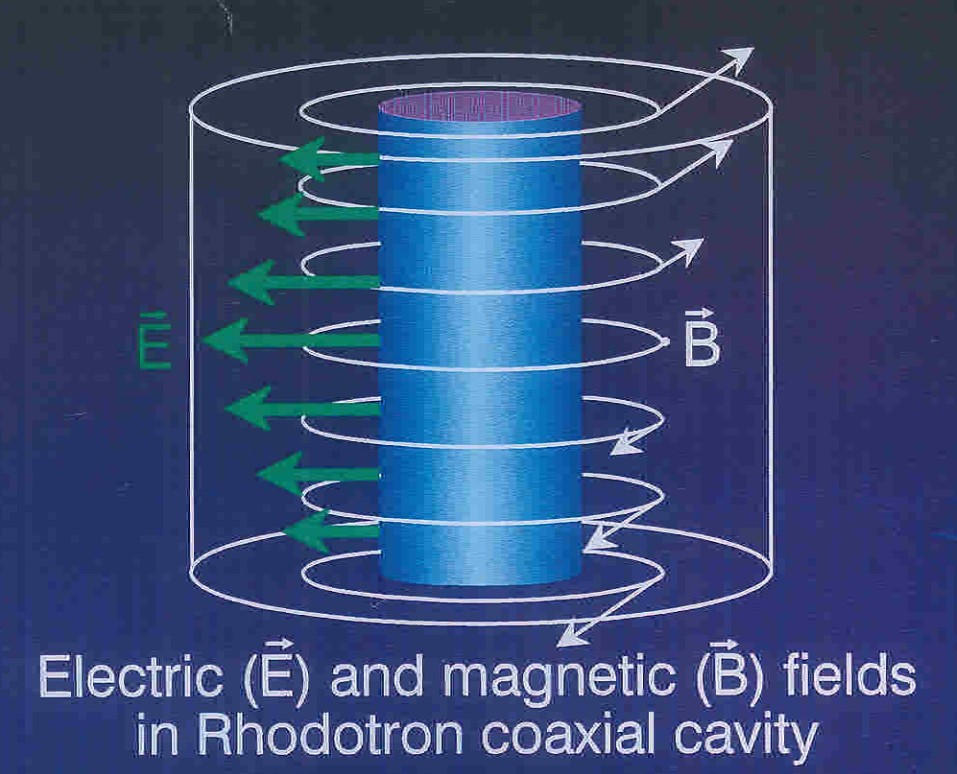
Elektrisches und magnetisches Feld im Koaxialresonator.

### Raumladungsproblem in herkömmlichen Hochfrequenz-Beschleunigungselementen
Wenn Elektronen in hoher Stromstärke mit zylindersymmetrischen Hohlraumresonatoren oder mit einem Wanderwellenbeschleuniger beschleunigt werden sollen, wird dies durch Raumladungseffekte behindert. Das gilt besonders dann, wenn der Strahl immer wieder durch dieselbe Beschleunigungsstrecke geführt wird, wie im Synchrotron oder Mikrotron. Die genannten Beschleunigungselemente arbeiten mit der TM010- bzw. TM01-Schwingungsmode. Bei diesen Moden herrscht überall außerhalb der Zylinderachse ein Magnetfeld, das die Teilchen unerwünscht ablenken würde; um das zu vermeiden, müssen die Teilchenbahnen der einzelnen Durchgänge alle zusammen auf der Achse verlaufen.

### Koaxialresonator

Schema eines Rhodotrons, hier mit sechs Strahldurchgängen. C: Koaxialresonator, E: Elektronenkanone, L: magnetische Linse, M: Ablenkmagnet. Die Durchbrüche in Außen- und Innenleiter für den Strahldurchtritt sind nicht dargestellt.

Das Raumladungsproblem lässt sich verringern, indem zur Beschleunigung ein Koaxialresonator verwendet wird. Dies ist eine an beiden Enden kurzgeschlossene, in der TEM-Mode betriebene Vakuum-Koaxialleitung. Wird sie mit einer Hochfrequenzspannung gespeist, deren halbe Wellenlänge gleich der Leitungslänge ist, bildet sich eine stehende Welle. Deren elektrisches Feld ist radial gerichtet und hat in der Mittelebene zwischen den beiden Enden sein Maximum; das Magnetfeld ist azimutal, also „um die Achse herum“ gerichtet und in der Mittelebene gleich Null.
Im Rhodotron wird der Elektronenstrahl radial in die Mittelebene eines solchen Resonators eingeschossen und nach seinem Durchgang durch außen angebrachte Ablenkmagnete so zurückgeführt, dass er die Mittelebene noch mehrmals entlang verschiedenen Durchmessern durchläuft. Nur in einem sehr kleinen Kreuzungsbereich in der Mitte treffen alle Bahnstücke zusammen.
Damit während der gesamten Resonatordurchquerung Beschleunigung erfolgt, muss das elektrische Feld sich dann umkehren, wenn das Teilchenpaket den Innenleiter durchquert. Vor und nach dem Mittendurchgang sollen sich die Elektronen während eines möglichst großen Teils der jeweiligen Halbperiode der Wechselspannung im Feld befinden. Die Flugzeit bis zum nächsten Mittendurchgang muss gleich der vollen Periode (oder einem ganzzahligen Vielfachen davon) sein, damit das Teilchenpaket wieder in der richtigen Phase eintrifft. Die Elektronen haben fast Lichtgeschwindigkeit, legen also während einer Periode einen Weg nahezu gleich der Wellenlänge zurück. Da ein Teil des Weges im Ablenkmagneten verläuft, ergibt sich aus diesen Bedingungen, dass der Durchmesser des Resonators etwas kleiner als die Wellenlänge sein muss.

## Beschreibung
Existierende Rhodotrons arbeiten mit Frequenzen nahe 100 MHz (Megahertz), dem oberen Ende des UKW-Rundfunkfrequenzbandes, weil hierfür Verstärkerröhren der nötigen hohen Leistung kommerziell erhältlich sind. Der Resonator aus Kupferblech oder verkupfertem Stahlblech ist ein stehender Zylinder mit Boden, Deckel und rohrförmigem Innenleiter. Da bei 100 MHz die Wellenlänge 3 m beträgt, ist der Resonator etwa 1,5 m hoch. Bei einem Durchmesser des Außenleiters von etwa 2 m kann ein Energiegewinn von 1 MeV pro Durchgang erreicht werden.
Die Elektronenkanone wird mit der Beschleunigungsfrequenz gepulst betrieben. Sie liefert Elektronen der Energie 50 keV bei einem Spitzenstrom bis zu 150 mA. Eine Zylinderspule als magnetische Linse passt die Emittanz des Strahls an den Resonator an. Die Fokussierung des Strahls während der Beschleunigung wird durch geeignete Form der Polschuhe der Ablenkmagneten erreicht.
Rhodotrons in mehreren Leistungsstufen werden von der belgischen Firma Ion Beam Applications angeboten.